# Het Licht (1945)
Het Licht was een weekblad, dat vanaf januari 1945 tot 19 juni 1948 werd uitgebracht in Deurne en omgeving.
Het blad werd, evenals de Deurnesche Courant, uitgegeven door boekhandel Noud van den Eijnde en gedrukt bij NV Boekdrukkerij Helmond. Hoofdredacteur was Pierre Mulders.